# دالاگانگ بوکید
دالاگانگ بوکید (انگلیسی: Dalagang Bukid) به معنای دوشیزه روستا، یک فیلم صامت به کارگردانی ژوزه نپوموسنو، کارگردان اهل فیلیپین است که در سال ۱۹۱۹ منتشر شد. این فیلم، در حال حاضر، یک فیلم گمشده به حساب می‌آید.